# Amarillo Slim
Thomas Austin Preston, conocido como Amarillo Slim (Johnson, Arkansas; 31 de diciembre de 1928-Amarillo, Texas; 29 de abril de 2012), fue un reconocido jugador de póquer profesional. Además, es famoso por sus apuestas fuera de las mesas de póquer, llamadas prop bets (proposition bets). Figura en el Salón de la Fama del Póquer desde 1992.
Ganó la Serie Mundial de Póquer en 1972, además de obtener tres brazaletes dorados en ediciones posteriores (1974, 1985 y 1990). 
Publicó dos libros: Play poker to win (en 1973 junto a Bill G. Cox) y Amarillo Slim in a World Full of Fat People (una autobiografía, en el 2003). 
- Datos: Q706504
- Multimedia: Amarillo Slim / Q706504